# 라진해운대학
라진해운대학(羅津海運大學)은 라선특별시에 위치한 조선민주주의인민공화국의 대학교이다. 조선민주주의인민공화국에서 선장, 기관장, 항해사, 선박 기사를 희망하는 학생이 입학하고 있으며 수상 운수 부문에서 활동하는 기술자, 전문가, 경영 일꾼을 양성하고 있다. 

## 역사
1968년 7월 3일에 해양 운수 부문의 기술자, 전문가들을 양성하기 위한 목표를 내걸고 해운대학(海運大學)이라는 이름으로 발족되었다. 1977년에 라진해운대학이라는 현재의 명칭으로 개칭되었고 1988년 8월 25일에는 대학 창립 25주년을 맞아 ‘국기훈장 제1급’을 수훈하였다. 2001년부터 2003년까지 2년 동안 진행된 유엔 개발 계획, 유엔 산업 개발 기구로부터 자금 및 기술 원조를 받아 대대적인 개조 작업이 진행되었다.

## 구성
라진해운대학은 항해학부, 선박기관학부, 선박전기공학부, 어로학부, 수산기계학부, 조선학부, 수상운영학부 등의 학부를 두고 있다. 산하 조직으로는 일하면서 배우는 통신학부와 해운과학연구소, 박사원을 두고 있다. 캠퍼스에는 학생들의 실험 실습, 과학 연구 사업을 위한 실습지, 실습공장, 실습실, 도서관이 설치되어 있다. 라진해운대학은 자유 무역 지대·경제 특구의 관리·운영을 담당할 인재를 육성하기 위하여 학생, 관료, 경영자를 대상으로 한 행정 관리, 자금 관리, 세제, 효율적 기업 경영, 합영 기업과 대외 투자의 관리, 투자 진흥 유치, 해외 무역, 해운 등 운수, 정보 기계화 등에 관한 교육을 진행하고 있다.

## 같이 보기
- 조선민주주의인민공화국의 대학 목록